# 银岗古窑址
银岗古窑址，位于中国广东省惠州市博罗县龙溪街道银岗村，为博罗县的一个县级文物保护单位，类型为古遗址，公布时间为1988年。
银岗古窑址的历史年代为春秋战国。